# Tito Montaño
Tito Rolando Montaño Rivera (Cochabamba, Bolivia, 11 de septiembre de 1963) es un exfutbolista, economista y político boliviano. Fue el Ministro del Deporte de su país desde el 23 de enero de 2014 hasta el 10 de noviembre de 2019 durante el segundo y tercer gobierno de Evo Morales.

## Biografía
Tito Rolando Montaño nació en Cochabamba en 1963. Comenzó su aprendizaje en el fútbol en la escuela Enrique Happ de Cochabamba, jugó por los colores de Enrique Happ, hasta la categoría juvenil. Durante su primera etapa fue futbolista de los equipos de Bolívar, The Strongest, Aurora y Wilstermann en las décadas de 1980 y 1990.
Tras retirarse del fútbol, tuvo un pequeño paso como director técnico del equipo Aurora en la Asociación de Fútbol de Cochabamba. En el año 2000, de manera interina, logró el campeonato nacional de la Liga del Fútbol Boliviano como técnico del equipo de Wilstermann.
Estudió la carrera de economía en la Universidad Mayor de San Andrés, egresando en 1990 como economista. Trabajó en la Aduana Nacional de Bolivia y se desempeñó como docente en la Universidad Católica Boliviana. A mediados de 2010 fue designado como director del Fondo de Inversión para el Deporte (FID).

### Ministro de Deportes (2014-2019)
El 23 de enero de 2014, el presidente de Bolivia Evo Morales Ayma creó el Ministerio de Deportes de Bolivia y lo nombró al frente del mismo, añadiendo... 

"Tendrá título de ministro, pero yo lo veo como un secretario de Evo Morales en tema de Deportes"
 Presidente de Bolivia Evo Morales Ayma, (23 de enero de 2014) .

El 10 de noviembre de 2019, Tito Montaño renunció a su cargo de ministro de Deportes, después de la renuncia de Evo Morales Ayma.

### Organización de Juegos Suramericanos Cochabamba 2018
Los Juegos Suramericanos realizados en Cochabamba en el año 2018 fueron impulsados por el ministro de Deportes de Bolivia, Tito Montaño formó parte del comité organizador, con el cual se logró la ejecución exitosa del evento, mismo que se llevó a cabo entre el 26 de mayo al 8 de junio de 2018, en los diferentes escenarios deportivos dispuestos por el Ministerio de Deportes.

## Selección nacional
Recibió su primera convocatoria a la Selección de fútbol de Bolivia del seleccionador argentino Jorge Habegger, para disputar las eliminatorias al mundial de Italia 1990. Debutó el 10 de septiembre de 1989, en el triunfo 2-1 sobre Perú en el Estadio Nacional del Perú. Su segundo y último partido internacional llegó una semana después, cuando Bolivia perdió 2-0 ante Uruguay en Montevideo.

## Clubes

### Como jugador
| Club              | País    | Año         |
| ----------------- | ------- | ----------- |
| Aurora            | Bolivia | 1983 - 1985 |
| The Strongest     | Bolivia | 1986 - 1990 |
| Bolívar           | Bolivia | 1991 - 1994 |
| The Strongest     | Bolivia | 1995        |
| Bolívar           | Bolivia | 1996 - 1997 |
| Jorge Wilstermann | Bolivia | 1998 - 1999 |

### Como entrenador
| Club              | País    | Año  |
| ----------------- | ------- | ---- |
| Aurora            | Bolivia | 1999 |
| Jorge Wilstermann | Bolivia | 2000 |
| Real Potosí       | Bolivia | 2008 |

## Palmarés

### Como jugador
Títulos nacionales
| Título           | Club    | País    | Año  |
| ---------------- | ------- | ------- | ---- |
| Primera División | Bolívar | Bolivia | 1991 |
| Primera División | Bolívar | Bolivia | 1992 |
| Primera División | Bolívar | Bolivia | 1994 |
| Primera División | Bolívar | Bolivia | 1996 |
| Primera División | Bolívar | Bolivia | 1997 |

### Como entrenador
Títulos nacionales
| Título           | Club              | País    | Año  |
| ---------------- | ----------------- | ------- | ---- |
| Primera División | Jorge Wilstermann | Bolivia | 2000 |